# Karalliyadde Bandara
Karalliyadde Bandara foi o Rei de Cândia, que governou de 1552 a 1582. Durante seu reinado, Bandara abraçou publicamente o catolicismo, trazido para a ilha pelos portugueses. Ele e sua filha Cusumasana Devi fugiram do reino com seu séquito. A princesa foi mais tarde batizada pelos portugueses e chamada Dona Catarina. Ele sucedeu seu pai Jaiavira Bandara como rei e foi sucedido por sua filha Cusumasana Devi.